# Rattus baluensis
Rattus baluensis — один з видів гризунів роду пацюків (Rattus).

## Поширення
Цей вид відомий тільки з гори Кінабалу (Малайзія) в північній частині Борнео з 1524 по 3810 м. Живе у гірських і мохових лісах, карликових лісах і чагарниках.

## Морфологічні особливості
Гризуни середнього розміру, завдовжки 150—188 мм, хвіст 175—205 мм, стопа — між 30 35 мм. Маса — до 135 г.

## Зовнішність
Хутро довге і м'яке. Верхні частини темно-сірувато-коричневі зі світлими червонувато-коричневими відблисками, а нижні — жовтувато-сірі. Хвіст коротший за голову і тіло, рівномірно темно-коричневий і покритий 10-12 кільцями лусочок на сантиметр.

## Загрози та охорона
Здається, немає серйозних загроз для цього виду. Присутній у Національному Парку г. Кінабалу.